# 莫如忠

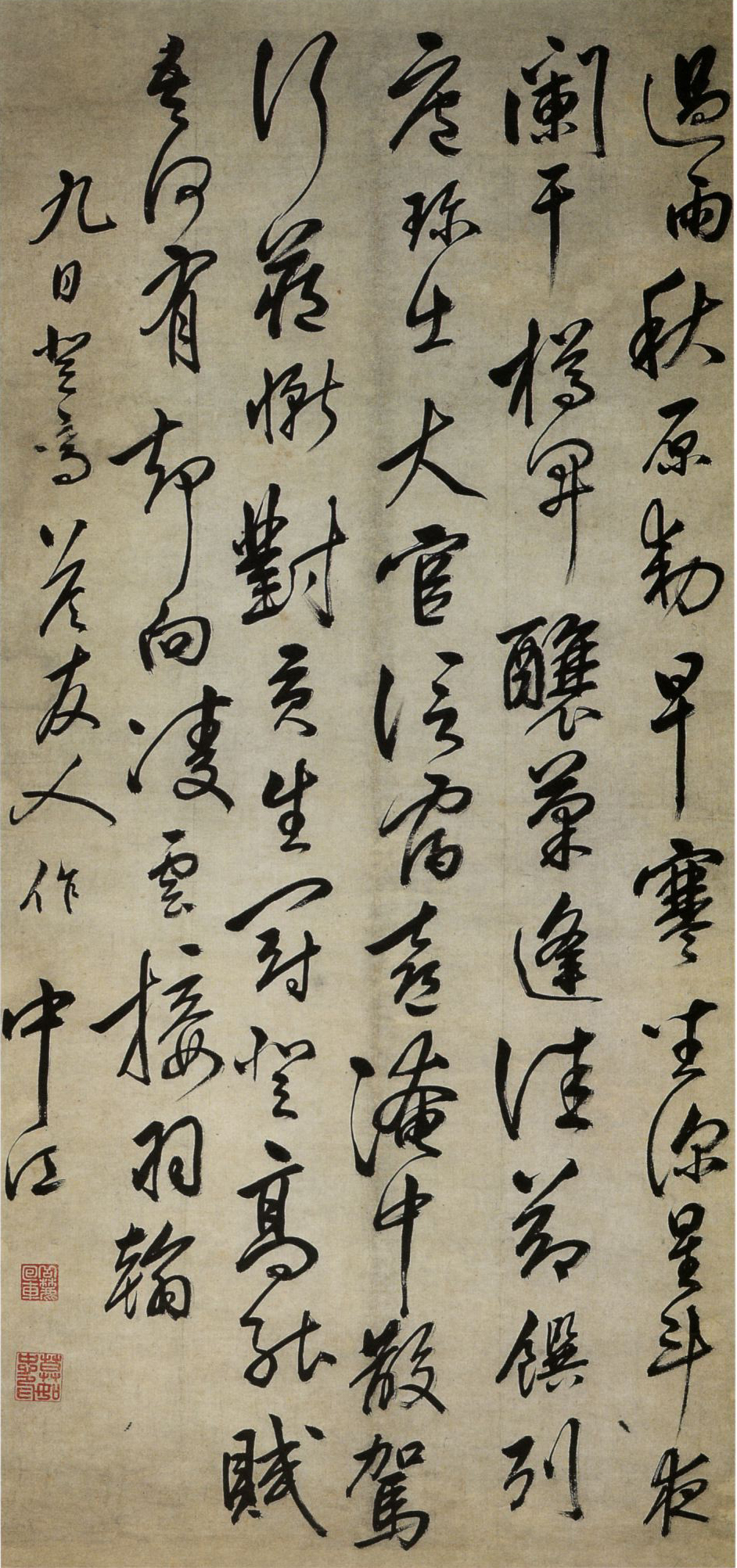
行書答友人七律詩 上海博物館

莫 如忠（ばく にょちゅう、1508年 - 1588年）は、明代中期に活躍した書家である。字は子良、号は中行。松江府華亭県の出身。

## 生涯
1538年（嘉靖17年）に進士に及第し、官位は浙江布政使まで昇進する。書は王羲之・王献之を学んで特に草書に優れ、また詩も能くする。明代の代表的書画家である董其昌の書の師として知られ、子の莫是龍も書画で名を成している。江南の都市文化が発達する中にあって華亭では多くの優れた書家が輩出された。『明史』董其昌伝に書家として沈度・沈粲・張弼・陸深・董其昌などに加え莫氏父子が並べられている。著書に『崇蘭館集』があり、代表的な作品として「行書答友人七律詩」などが伝わっている。